# BC Kalev
Maillots
Le BC Kalev, ou BC Kalev/Cramo pour des raisons de parrainage, est un club estonien de basket-ball appartenant à l'élite du championnat estonien.  Le club est basé dans la ville de Tallinn.

## Historique
En 2003 le club (Ehitustööriist) fusionne avec le Audentes Nybit, avant que ne se reforment les deux entités en 2004.

## Autres noms
- 1998 - 1999 : Canon U18 (équipe composée de joueurs de 18 ans et moins (juniors) exclusivement)
- 1999 - 2000 : Ehitustööriist Kristiine SK
- 2000 - 2005 : Ehitustööriist
- Depuis 2005 : BC Kalev

## Palmarès
- Champion d'Estonie : 2005, 2006, 2009, 2011, 2012, 2013, 2014, 2016, 2017, 2018, 2019, 2021
- Coupe d'Estonie : 2005, 2006, 2007, 2008, 2015, 2016, 2020
- Ligue de Basket-ball Lettonie-Estonie : 2021

## Personnalités et joueurs du club

### Entraîneurs successifs
Le tableau suivant présente la liste des entraîneurs du club depuis 1998.
| Rang | Nom              | Période   |
| ---- | ---------------- | --------- |
| 1    | Allan Dorbek     | 1998-2003 |
| 2    | Maarten van Gent | 2003-2004 |
| 3    | Allan Dorbek     | 2004-2005 |

| Rang | Nom           | Période   |
| ---- | ------------- | --------- |
| 4    | Aivar Kuusmaa | 2005-2006 |
| 5    | Veselin Matić | 2006-2008 |
| 6    | Nenad Vučinić | 2008-2009 |

| Rang | Nom           | Période   |
| ---- | ------------- | --------- |
| 7    | Alar Varrak   | 2010      |
| 8    | Aivar Kuusmaa | 2010-2012 |
| 9    | Alar Varrak   | 2012-2017 |

| Rang | Nom             | Période |
| ---- | --------------- | ------- |
| 10   | Donaldas Kairys | 2017-   |

### Joueurs emblématiques
- John Linehan
- Cedric Simmons
- Valmo Kriisa
- Kristjan Kangur
- Gregor Arbet
- Tanel Sokk
- Ryan Richards